# Weightless
Weightless är vinnarlåten till Idol 2021, skriven av Fredrik Kempe, David Kreuger och Niklas Carson Mattsson. Låten framfördes i Idol-finalen och spelades in av båda finalisterna (dvs. också Jacqline Mossberg Mounkassa), men endast vinnarens, Birkir Blærs, version släpptes kommersiellt, som singel. Den chartrade inom topp 100 i Sverige i tre veckor.